# Aschauer Klause
Die Aschauer Klause ist eine Klause in der Aschauer Klamm an der Reiter Alm auf dem Gebiet der Gemeinde Schneizlreuth.
Die Klause steht unter Denkmalschutz und ist unter der Nummer D-1-72-131-58 in die Bayerische Denkmalliste eingetragen.

## Baubeschreibung
Die Triftklause besteht aus Bruchsteinmauerwerk und entstand um 1796.

## Geschichte
Da die Wälder in Bad Reichenhall nur begrenzt Holz zur Befeuerung der Sudpfannen der Saline zur Erzeugung von Salz aus Sole liefern konnten, wurde bereits im Mittelalter auf die Wälder der Umgebung zurückgegriffen. Die heutige Aschauer Klause entstand gegen Ende des 18. Jahrhunderts und wurde wohl im Zuge der Erneuerung der bayerischen Salinen durch Johann Sebastian von Clais erbaut, um veraltete Bauwerke zu ersetzen.
In den Jahren 1811/12 lieferte die Aschauer Klause 300 Klafter Holz an die Saline in Reichenhall. Die Trift bis zur Saalach dauerte vier Stunden, der Weg bis zu den Triftanlagen in Bad Reichenhall weitere vier Stunden.
2017 wurde das Dach der Klause von Bürgern aus Schneizlreuth in Eigenleistung erneuert. Das Material wurde durch die Bayerischen Staatsforsten zur Verfügung gestellt, die Gemeinde Schneizlreuth unterstützte die Arbeiten mit dem Materialtransport.

## Lage
Die Aschauer Klause befindet sich am oberen Ende der Aschauer Klamm und ist über einen Wanderweg entweder durch die Aschauer Klamm oder von Oberjettenberg aus erreichbar. 
Nördlich der Klause liegen die Kessleralm und die Schwaigeralm. Beide Almen sind aufgelassen und werden nicht bewirtet.